# Gaitanes
Gaitanes ―también conocidos como Gaitán Bros― es un dúo formado por Ricardo Gaitán y Alberto Gaitán, productores musicales, compositores y cantantes panameños.

## Biografía
Desde su natal Panamá, comenzaron su carrera en 1989, formando su primer grupo, Impakto, bajo la dirección de su padre Dicky Gaitán, y el manejo de su madre Dalys. Conjuntamente con su carrera musical, obtuvieron títulos universitarios como administrador de empresas (Ricardo) y abogado (Alberto).
En 1997 representaron a Panamá en el Festival OTI de la Canción. Ese mismo año lanzaron al mercado su primer disco, titulado Entrégate, donde contaron con composiciones de Omar Alfanno, Pedro Azael, Ricardo Vizuette, Mary Lauret y otros grandes.
En 1999 deciden radicarse en Miami bajo la tutela de Emilio Estefan, donde comienzan su carrera como productores, compositores y arreglistas, reafirmando así sus carreras de músicos y cantantes.
Desde ese momento en adelante los éxitos y logros no han descansado. Temas como «Muy dentro de mí», «Ay, bueno», «Llore, llore», «Dame otro tequila», «No llores», «No vale la pena» y muchos más, son reconocidos a nivel popular y en la industria.
De su segundo disco, Alberto y Ricardo, la canción «Taca taca» se convirtió en el tema del año 2003 en Chile (y Gaitanes llenaron ―en conjunto con Mekano― el Estadio Monumental), y la canción «Mi amor no es un favor» llegó a los primeros lugares en las radios de Estados Unidos, varios países de Latinoamérica y España.
Su tercer disco, Monte adentro fue dedicado a su patria, Panamá. El disco en su totalidad transmite sentimiento y nostalgia de un extranjero fuera de su tierra. De ese disco sobresalen canciones como «Monte adentro», cuyo video fue filmado en la provincia de Herrera (Panamá).
En el 2008 ganaron como productores y compositores, dos premios Latin Grammy por el álbum 90 millas, de Gloria Estefan. El primero por «mejor álbum contemporáneo de salsa», y el segundo por «mejor canción tropical del año».
En 2008 también salió el sencillo de Isaac Delgado, No vale la pena, compuesto por el dúo, que fue nominado a los premios Latin Grammy 2009, y que llegó a las primeras posiciones de las emisoras tropicales.
Entre mediados de 2008 y comienzos de 2010, Gaitanes han realizado dos producciones de grupos de rock en español de Guatemala. El primero, Viento en Contra, con el que se encuentran prenominados a los premios Latin Grammy 2010. El segundo fue Tambor de la Tribu.
Entre 2008 y 2010 lanzaron cinco sencillos, Hazme sentir (con arreglos de Cucco Peña), No juegues conmigo (a dúo con el cantante panameño Iván Barrios), Tengo tantas cosas (a dúo con el dúo panameño Samy y Sandra Sandoval), La señal (junto a Comando Tiburón) y El preso (junto a Los Rabanes). En este último tema, popularizado en los años setenta por Fruko y sus Tesos, hicieron una fusión de ritmos caribeños, combinados con el rap y el kompa haitiano.
En diciembre del 2010 produjeron ―en conjunto con Emilio Estefan―, parte del disco nuevo de Natalia Jiménez (excantante de La Quinta Estación). Sobresalió el tema «Por ser tu mujer», producido y arreglado por Gaitán Bros.
En diciembre del 2011 lanzaron Caminos. Contaron con la participación de colegas como Willy Chirino, Víctor Manuelle, Jorge Villamizar, Ángel Cucco Peña, Los Rabanes, y otros.
En diciembre de 2012 lanzaron La Parranda, que han presentado en varios países de Latinoamérica y Estados Unidos. De allí sobresalen temas como «Guararé», «Qué te parece, cholito», «Que viva Panamá», «Mi gallo pinto», y otros clásicos del folklore panameño.
Su álbum "The Kings", lanzado en el 2014, contiene dúos con Willie Colón, Sergio Vargas, Tito Nieves, Rey Ruiz y otros grandes músicos como el productor Angel "Cucco" Peña y Janina Rosado.
En el 2016 lanzan su álbum "La Parranda de Gaitanes" en homenaje al gran músico panameño Lucho Azcarraga. El álbum fue nominado a Latin Grammy 2017 en la categoría Mejor Álbum Tropical Contemporáneo.
En el 2018 componen, arreglan y producen una canción en honor a la selección de futbol de Panamá, que por primera vez iba a un mundial de ese deporte. La canción se titula "Sube la marea". Cantaron varios colegas cantantes de Panamá.
A finales del 2018, componen, producen y arreglan la canción "La Bendición". Escogida para ser la canción de la Teletón 20-30 de Panamá.
En el 2019, Ricardo fue nombrado Cónsul General de Panamá en la ciudad de Miami, USA.
En el 2020 lanzan dos sencillos, "Desesperado" y "Rumba y fiesta".
En el 2024 lanzaron su octavo album Imperdible, donde realizaron duetos con Gilberto Santa Rosa, Rey Ruiz, Mickey Taveras, Tony Vega, Ronald Borjas, Adolescentes, Juan Miguel, Victor Jaramillo, Luis Lugo y Ricky Gaitán.

## Vida personal
Los hermanos Gaitán crecieron en el barrio de Bethania (Ciudad de Panamá).

## Discografía

### Álbumnes
- 1997: Entrégate.
- 2001: Alberto y Ricardo.
- 2006: Monte adentro.
- 2008: Grandes éxitos.
- 2011: Caminos.
- 2012: La Parranda.
- 2014: The Kings.
- 2016: La Parranda de Gaitanes.
- 2024: Imperdible.

### Sencillos
- 1997: Entrégate.
- 1997: No sé que hacer.
- 1997: Dimelo Amigo. (con Tony Vega)
- 2001: Mi amor no es un favor.
- 2002: De qué nos vale.
- 2002: Volveré alguna vez.
- 2002: Taca taca.
- 2002: Galán de novela.
- 2002: Te conozco.
- 2006: Monte adentro.
- 2006: Solo te pido.
- 2006: Así es mi vida.
- 2006: Te vas.
- 2008: Hazme sentir.
- 2008: No juegues conmigo. (con Iván Barrios)
- 2009: Quién. (con Osvaldo Ayala)
- 2009: Tengo tantas cosas. (con Samy y Sandra Sandoval)
- 2009: La señal. (con Comando Tiburón)
- 2010: El preso. (con Emilio Regueira)
- 2011: Tú ni te imaginas.
- 2012: Regresa pronto. (con Victor Manuelle)
- 2012: Inventaré.
- 2012: Soy.
- 2012: Tú me respondes.
- 2012: Adonay. (con Willy Chirino)
- 2013: Para mí.
- 2013: Solo contigo.
- 2013: Guararé.
- 2013: Qué te parece, cholito.
- 2013: Mi gallo pinto.
- 2014: De qué me vale. (con Willie Colón)
- 2015: La media vuelta. (con Rey Ruiz)
- 2015: Me cayó del cielo. (con Oscar D'León)
- 2015: Quiero dormir cansado. (con Tito Nieves)
- 2015: La Mesa.
- 2016: Esta Navidad
- 2017: Amor Amor (Perú). (con Jocimar y su Yambú)
- 2017: Solo te pido. (Con Boza y BCA)
- 2017: Me sube hasta el cielo. (con J Ruiz & Orquesta Café)
- 2018: Sube la marea (Various Artists)
- 2018: La Bendición (Various Artists)
- 2020: Desesperado
- 2020: Rumba y Fiesta
- 2023: Si pudiera olvidarla (con Mickey Taveras)
- 2023: Estas aqui (con Rey Ruiz)
- 2024: No puedo decirte adiós (con Gilberto Santa Rosa)

### Colaboraciones como cantantes
- 2001: Arjona tropical, «Te conozco».
- 2004: Soundtrack Chasing papi, Taca Taca.
- 2010: Canto Abacuá, Album "Homenaje a los Rumberos", Edwin Bonilla (nominado a Latin Grammy 2011).
- 2012: Por que te vas, Mirella Cesa (dúo).
- 2012: Contigo soy feliz, Nauta (dúo).
- 2017: Amor Amor, Josimar y su Yambú (dúo)
- 2018: Sube la marea (Various Artists)
- 2018: La Bendición (Various Artists)
- 2020: Tributo a Rubén Blades, "Album Señor Tambó", Eddie Montalvo

### Como productores, compositores y músicos
- 1998: Mi forma de sentir, de Gianko (compositores).
- 2000: Arrasando, de Thalía (coros).
- 2000: Alma caribeña, de Gloria Estefan (arreglos, músicos, coros).
- 2000: Rabanes, de Los Rabanes (coros).
- 2000: Por un beso (versión salsa), de Gloria Estefan (producción musical, arreglos, músicos, coros).
- 2000: Better part of me, de Jon Secada (compositores, músicos, coros).
- 2000: Muy dentro de mí (You sang to me), Marc Anthony (compositores).
- 2000: Sound loaded, de Ricky Martin (compositores).
- 2000: Encore, de Roberto Blades (coros).
- 2000: Shalim, de Shalim (producción musical, arreglos, músicos, coros).
- 2001: Mi corazón, de Jaci Velásquez (producción musical, arreglos, compositores, músicos, coros).
- 2002: Mal Acostumbrado, de Fernando Villalona (producción musical, arreglos, compositores, músicos, coros).
- 2002: Miami Sound Machine, de Gloria Estefan (producción musical, arreglos, compositores, músicos, coros).
- 2002: Amanecer, de Jon Secada (producción musical, arreglos, compositores, músicos, coros).
- 2002: Dame de eso, de Carlos Baute (producción musical, arreglos, músicos, coros).
- 2002: A Tiempo, de Gian Marco (coros).
- 2003: Cuarto sin Puerta, de Shalim (producción musical, arreglos, músicos, coros).
- 2003: Jimena, de Jimena (producción musical, arreglos, compositores, músicos, coros).
- 2003: Latin Songbird, de La India (producción musical, arreglos, compositores, músicos, coros).
- 2003: Almas del Silencio, de Ricky Martin (producción musical, arreglos, compositores, músicos, coros).
- 2004: Las Miami, de MSM (producción musical, arreglos, compositores, músicos, coros).
- 2004: Unwrapped, de Gloria Estefan (compositores).
- 2004: Tu Fotografía (versión salsa), de Gloria Estefan (producción musical, arreglos, músicos, coros).
- 2004: The Last Don Live, de Don Omar (producción musical, arreglos, músicos, coros).
- 2004: Así soy yo, de David Bustamante (producción musical, arreglos, compositores, músicos, coros).
- 2004: Seducción, de Jennifer Peña (producción musical, arreglos, compositores, músicos, coros).
- 2004: Chasing papi, de Soundtrack (cantantes, producción musical, arreglos, compositores, músicos, coros).
- 2004: Empire, de Soundtrack (compositores).
- 2004: Paulatina, de Paulina Rubio (producción musical, arreglos, compositores, músicos, coros).
- 2004: Travesía, de Víctor Manuelle (producción musical, arreglos, compositores, músicos, coros).
- 2004: Lamento (versión salsa), de Gian Marco (producción musical, arreglos, músicos, coros).
- 2005: No hace falta (versión salsa), de Cristian Castro (producción musical, arreglos, músicos, coros).
- 2005: Greatest hits, de Thalía (producción musical, arreglos, compositores, músicos, coros).
- 2005: El rock de mi pueblo, de Carlos Vives (coros).
- 2005: Abreme la puerta, de Erika Ender (producción musical, arreglos, músicos, coros).
- 2005: Sedúceme, de La India (producción musical, arreglos, compositores, músicos, coros).
- 2005: Noelle, de Gloria Estefan (producción musical, arreglos, compositores, músicos, coros).
- 2005: Otra vez, de Ilsa (producción musical, arreglos, compositores, músicos, coros).
- 2006: Gio, de Gio (producción musical, arreglos, compositores, músicos, coros).
- 2006: Selena Vive, de Gloria Estefan (producción musical, arreglos, músicos, coros).
- 2006: Christian Danielle, de Christian Danielle (producción musical, arreglos, compositores, músicos, coros).
- 2006: Obsesión, de Daniela Castillo (producción musical, arreglos, compositores, músicos, coros).
- 2007: 90 millas, de Gloria Estefan (producción musical, arreglos, compositores, músicos, coros).
- 2008: Así soy, de Isaac Delgado (compositores).
- 2009: Casino, de Viento en Contra (producción musical, arreglos, compositores, músicos, coros).
- 2009: Los guerreros de barrio, de La K-Shamba, y Perdona (compositores).
- 2010: Perfume, de El Tambor de la Tribu (producción musical, arreglos, compositores, músicos, coros).
- 2011: Natalia Jiménez, de Natalia Jiménez (producción musical, arreglos, músicos).
- 2011: Golpe bajo al corazón, de Johnny Rivera (compositores).
- 2011: Super cubano, de Isaac Delgado, «Perdona», y «Miénteme» (compositores).
- 2012: Más allá, de Gusi y Beto, 2012 «Te juro» (compositores).
- 2012: Viajero frecuente, de Ricardo Montaner (compositores).
- 2012: Deseo concedido, de Mirella Cesa (producción musical, arreglos, compositores, cantantes, músicos, coros).
- 2014: One flag, de Elvis Crespo (coros).
- 2015: Radio Universo, Chino & Nacho (coros y teclados).
- 2018: Sube la marea (Various Artists) (producción musical, arreglos, compositores, cantantes, músicos, coros)
- 2018: La Bendición (Various Artists) (producción musical, arreglos, compositores, cantantes, músicos, coros)
- 2024: Monte Adentro, de Gusi (compositores y arreglistas) Nominado a Latin Grammy 2024.

## Otros créditos
- Campaña de Ford 2003 - Crescent Moon (Jingle)
- Programa Techos de Esperanza 2007 - Telémetro Canal 13 (canción Luz de Esperanza)
- Campaña Digicel 2008 (canción La Señal)
- Campaña Caja de Ahorros 2012 (Jingle)
- Campaña Cerveza Panamá 2013 (canción Soy)
- Campaña Digicel 2013 (canción Tu me respondes)
- Campaña Aguas Salvavidas 2014 - Guatemala (Jingle)
- Campaña Programa AJI 2015 - NexTV (Jingle)
- Campaña Aguas Salvavidas 2015 - Guatemala (Jingle)
- Campaña Mixco 2015 - Guatemala (Jingle)
- Campaña Agua Salvavidas 2016 - Guatemala (Jingle)
- Campaña Restaurantes Tataki 2017 - Panamá (Jingle)
- Campaña El Metro del Este 2018 - Panamá (Jingle)

## Premios y nominaciones

### Premios
- 2000: ASCAP, Muy dentro de mí, de Marc Anthony
- 2000: BMI, Muy dentro de mí, de Marc Anthony
- 2002: BMI, Ay, bueno, de Fernando Villalona
- 2004: BMI, Dame otro tequila, de Paulina Rubio
- 2005: BMI, Llore, llore, de Víctor Manuelle
- 2008: Billboard, 90 millas, de Gloria Estefan
- 2008: Latin Grammy (Mejor Álbum Tropical Tradicional), 90 Millas, de Gloria Estefan
- 2008: Latin Grammy (Mejor Canción Tropical), Píntame de colores, de Gloria Estefan

### Nominaciones
- 2002: Premios Lo Nuestro, Alberto y Ricardo, de Ricardo y Alberto
- 2002: Grammy, Mi corazón, de Jaci Velázquez
- 2002: Grammy, Mal acostumbrado, de Fernando Villalona
- 2003: Grammy, Latin songbird, de India
- 2005: Grammy, Travesía, de Víctor Manuelle
- 2005: Grammy, Paulatina, de Paulina Rubio
- 2005: Latin Grammy, Travesía, de Víctor Manuelle
- 2005: Latin Grammy, Paulatina, de Paulina Rubio
- 2009: Latin Grammy (Mejor Canción Tropical), "No vale la pena", de Isaac Delgado
- 2012: Latin Grammy (Mejor Álbum Tropical Contemporáneo), Caminos, de Gaitanes
- 2017: Latin Grammy (Mejor Álbum Tropical Contemporáneo), La Parranda de Gaitanes, de Gaitanes
- 2024: Latin Grammy (Mejor Album Tropical Contemporáneo), "Monte Adentro", de Gusi

### Otros reconocimientos
- 2008: Llave de la Ciudad de Panamá, de la Alcaldía de la Ciudad de Panamá (2008).
- 2008: Condecoración por la primera dama de la República de Panamá en 2008 por la obtención de dos premios Grammy Latinos.
- 2008, diciembre: Condecoración del vicealcalde de Panamá en concierto celebrado en Panamá.
- 2016, 24 de septiembre: Condecoración en la Asamblea Nacional de Panamá por el día del compositor Panameño.

## Créditos de producción

### Gaitán Bros Productions SA (Panamá)
Productora de eventos fundada por sus padres Dicky y Dalys Gaitán. Han realizado eventos desde el año 2007. Entre los eventos realizados, sobresalen:
- Raúl di Blasio y Richard Clayderman
- Luis Enrique junto a Gaitanes y Omar Alfanno
- «Salsa, the festival», con Víctor Manuelle, Isaac Delgado, India y Rey Ruiz, bajo la dirección musical de Cucco Peña (2010)
- Alejandro Sanz (2010).
- Shakira (2010).
- El Chavo del 8
- «Salsa, the festival» (2011) con Willie Colón, Andy Montañez, Huey Dunbar, Johnny Rivera, Gaitanes y David Pabón, bajo la dirección de Cucco Peña.
- Elton John.
- «The Kings» (2014) con Willie Colón, Oscar D'León, Rey Ruiz, Tito Nieves, y Gaitanes , bajo la dirección de Cucco Peña. (Panamá, Nicaragua y Guatemala)
- «The Kings» (2015) con Willie Colón, Oscar D'León, Rey Ruiz, Charlie Cardona, y Gaitanes, bajo la dirección de Cucco Peña. (Mérida, México)
- «TVN Live» (2015) con Rey Ruiz, J. Álvarez, Charlie Cardona, Jair Romero, Comando Tiburón y Gaitanes , (Panamá).

### Stereo 5000 Sonido y Luces SA (Panamá)
Empresa de sonido y luces fundada por su padres. Desde finales de los años ochenta, la empresa es la número uno en Panamá. Produce la mayoría de los shows en Panamá.

### Gaitán Bros Recording Studios
Estudio de grabación ubicado en Miami (Florida), donde realizan todas sus producciones.